# 池島フーズ
池島フーズ株式会社（いけしまフーズ）は、静岡県浜松市浜名区にある製麺業者である。

## 概要

### 創業から茶そば最大手へ
1877年（明治10年）に米問屋として創業し、1948年（昭和23年）にそうめんや冷や麦の製造・販売を始めて製麺業者への第一歩を踏み出している。
1961年（昭和36年）にブームに乗って即席ラーメンの製造・販売に乗り出し、1965年（昭和40年）に生産能力を約5倍に拡大する大規模な設備投資を行った。
ところが、同業他社の多くも増産のための設備投資を行ったために、稼働開始から約3ヶ月で約40%も価格が下落する激しい競争が起きたため、当時の売上の約80%を占めていた即席ラーメンの製造・販売から撤退を決断する状況に追い込まれた。
即席ラーメンからの撤退後は、ゆで麺の製造・販売に注力したが、この事業も約10年で競争が激化し、うどんの産地ではない静岡県を本拠にする当社は苦戦を強いられることになった。
そこで、地元静岡が茶の産地として知名度が高いことに目を向け、1970年代後半（昭和50年代）からは茶そばに注力し、ホテル・旅館などの宿泊施設や料亭やレストランなどの外食産業から機内食で幅広く採用され、業務用茶そばの製造・販売で50%異常のシェアを持つ日本国内最大手であり、かつ、茶そば全体でも日本国内では最大手の企業になっている。

### 茶そばの特徴
主力製品の茶そばに使用している茶葉を契約栽培している大井川上流にある島田市川根町は、大井川上流地域は標高が高いため寒暖の差が大きくて川霧が発生しやすいため、日光に当たり過ぎることで苦渋みの成分が増えることが避けられるなど栽培に適した条件を持ち、上質茶の産地として知られている。
そうした茶園で契約栽培した茶葉を原材料とした良質な抹茶をふんだんに使用すると共に熟成時間も長めに採り、かつ、熱風乾燥を避けて丸2日かけて自然乾燥させることで抹茶の風味が逃げるのを避けるなどの工夫を重ね、色や香りが落ちやすいとされている茶そばで色彩と風味を共に豊かなものにすることに成功している。
主に乾麺の形で製造・販売を行っているが、1992年（平成4年）4月からは茶そばの冷凍麺の製造・販売も行うようになった。
また、「静岡抹茶そば」や「静岡茶そば」などの商品名で一般の消費者向けに市販する商品の製造・販売も手掛けており、1996年（平成8年）5月に全国茶商工業協同組合連合会と販売契約を締結して全国42組合の約2,800店の緑茶専門店で「茶そば」を販売するなど一般消費者向けの販路の拡大も図っている。
こうした茶そばへの取り組みが評価され、世界緑茶協会の2009年（平成21年）度O-CHAパイオニア賞特別賞を当社社長の池島義幸が受賞している。

### 茹で置きに向くそばや茶以外を用いたそばの展開
業務用が主体となっている関係もあり、予め茹でておいたものを提供する必要性があることも多いため、時間が経っても伸びてこしが無くなり難い麺造りに取り組んでおり、2004年（平成16年）には従来の製品が約30時間よりさらに長い約50時間こしがもつとする茶そばを発売している 。
こうした長時間の茹で置き需要に対応する技術は茶そば以外にも応用され、2001年（平成13年）にはゆでてから時間が経過しても麺が伸びず、ほぐれやすい業務用「ゆで置き用中華麺」を発売しているほか、日本そばやうどん、きしめんなどについても同様のゆで置き用麺の製造・販売を行っている。
また、そば粉や小麦粉以外のものを加えた麺類の製造技術を生かして、1996年（平成8年）に「モロヘイヤ入りそば」、1997年（平成9年）には蓮根を加えた「レンコンメン」を発売したほか、本社工場の地下から汲み上げる伏流水を使ったうどん「遠州宵練り饂飩」の製造・販売も行っている。

## 事業所
- 本社工場[17]（静岡県浜松市浜名区寺島2351[1]）
- 掛川工場（静岡県掛川市本郷2426-32[18]） - 総敷地面積約36,300m2[19]。1994年（平成6年）4月11日操業開始[18]、同年6月からフル操業[20]。
- 東京営業所[2]